# Koninklijk Alcazar van Madrid

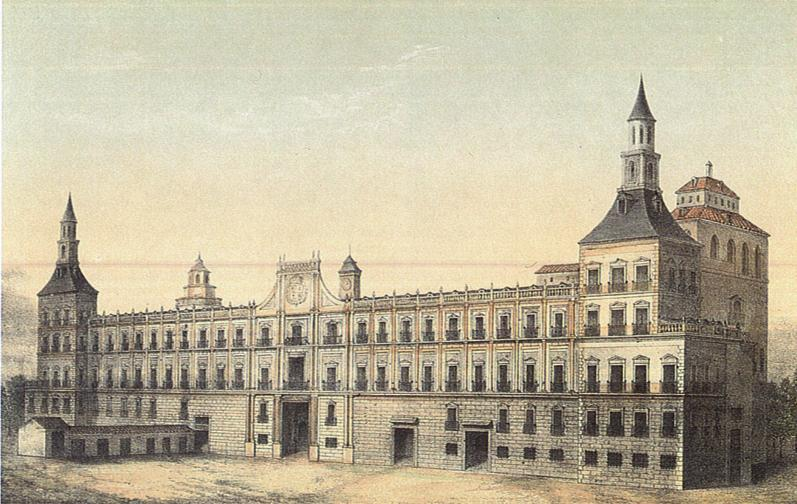
Voorgevel rond 1710

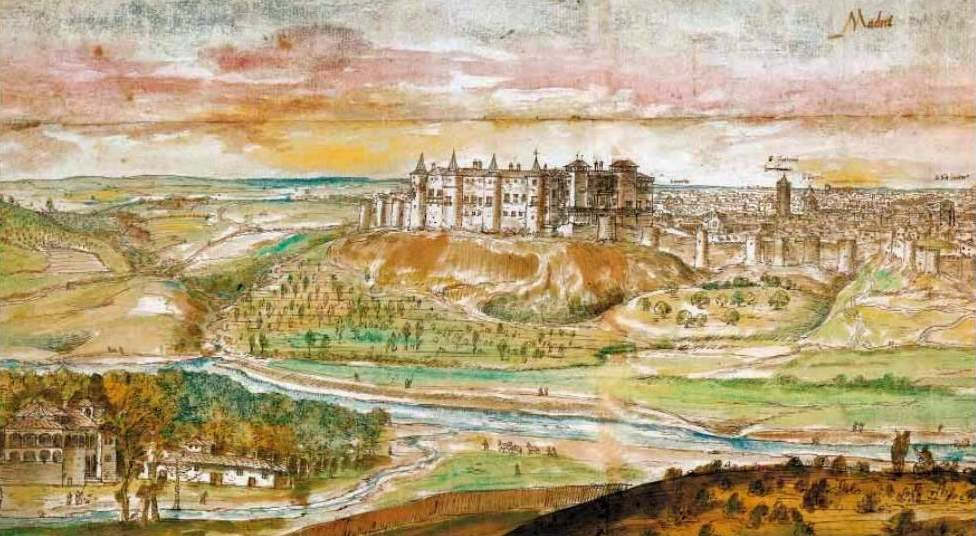
De meer middeleeuwse achterzijde bovenop een ravijn aan de Manzanares (Anthonis van den Wijngaerde, 1562)

Het Koninklijk Alcázar van Madrid (Spaans: Real Alcázar de Madrid) was een Arabisch kasteel uit de 9e eeuw dat werd omgebouwd tot residentie van de Spaanse koningen en dat in 1734 door brand is verwoest. Op de vrijgekomen plaats werd het huidige Koninklijk Paleis van Madrid gebouwd.

## Geschiedenis
De Spaanse Arabieren richtten in 720 de versterking Mayrit op, oorsprong van de stad Madrid. Op een hoogte binnen de 4 ha grote citadel liet emir Mohammed I van Córdoba (852-886) een kasteel optrekken. Dit alcazar moet hebben geleken op dat van Segovia.
Na de verovering door koning Alfons VI van León in 1083 ondernamen de koningen van Castilië werken om het fort uit te breiden. Feitelijk bouwden ze een nieuw kasteel iets noordelijker. Onder het huis Trastamare verbleven de koningen er regelmatig, met als gevolg dat het kasteel aan het eind van de 15e eeuw was uitgegroeid tot een van de belangrijkste van Castilië. Koning Hendrik III liet monumentale torens toevoegen en zijn zoon Johan II een hofkapel en een pronkzaal (Sala Rica). In 1476 werden tijdens de Castiliaanse Successieoorlog aanhangers van Johanna van Castilië in het kasteel belegerd. 
Onder keizer Karel V werd het kasteel vanaf 1537 in renaissancestijl verbouwd door de architecten Luis de Vega en Alonso de Covarrubias. Ook koning Filips II zette de transformatie tot een paleis verder, zeker nadat hij Madrid in 1561 tot zijn hoofdstad had gemaakt. Nieuwe verbouwingen volgden in 1610-1636 om het heterogene geheel esthetisch beter aaneen te smeden. Beroemd was de spiegelzaal (salon de los espejos) die van 1652 tot 1659 werd ingericht door Diego Velázquez. Hoewel deze werkzaamheden hun beslag kregen onder koning Filips IV, verkoos deze monarch zijn nieuwe Buen Retiro-paleis.
Op kerstavond 1734 waren er werken aan de gang en bevond het hof zich in het Pardo. In het Alcázar, vermoedelijk in de kamer van de hofschilder Jean Ranc, brak een brand uit die niet onder controle kon worden gebracht. Hij woedde vier dagen lang en legde de koninklijke residentie in de as. De minderbroeders van San Gil, die als eersten ter hulp schoten, concentreerden zich op de kapel en haar kerkschatten. Het redden van de kunstwerken, archieven en bibliotheek kreeg een lagere prioriteit, maar ook hiervan kon nog heel wat in veiligheid worden gebracht. Veel van de circa tweeduizend stukken uit de kunstcollectie waren kort voordien overgebracht naar het Buen Retiro-paleis. Niettemin bleven zo'n vijfhonderd werken in de brand, waaronder verschillende doeken van Velázquez, Rubens en Titiaan. 
Drie jaar eerder was een andere historische residentie van de Habsburgers afgebrand, het Brusselse Paleis op de Koudenberg.

## Voetnoten
1. ↑  Julia Vázquez, Velázquez, Painter & Curator, 2024, p. 178, n. 49. DOI:10.1163/9789004690073_007

- Nationale Bibliotheek van Tsjechië: ko2018991349
- Système universitaire de documentation: 145283844
- Virtual International Authority File: 235201048